# 何成瑶
何成瑶（1938年4月—），女，汉族，贵州水城人，中国中医学家，贵州中医药大学第二附属医院主任医师、教授。第四届国医大师。